# 羅斯范內斯 (阿肯色州)
羅斯范內斯（英語：Ross Van Ness）是位於美國阿肯色州奇科特縣的一個非建制地區。該地的面積和人口皆未知。

## 地理
羅斯范內斯的座標為33°06′37″N 91°20′55″W / 33.11028°N 91.34861°W，而該地的平均海拔高度為36米（即118英尺）。